# Rasenia
Rasenia es un género de cefalópodos ammonoides extintos perteneciente a la superfamilia Perisphinctoidea . Estos carnívoros nectónicos de rápido movimiento vivieron durante el período Jurásico superior, en las edades de Kimmeridgiense y Tithoniense.

## Etimología
Este género recibe su nombre de Market Rasen en Lincolnshire (Midland England), lugar donde se encuentra con frecuencia.

## Distribución
Se han encontrado fósiles de especies dentro de este género en los sedimentos jurásicos de Rusia, Francia y Reino Unido.